# Une histoire d'amour (album d'Anna Karina)
Pour les articles homonymes, voir Une histoire d'amour.
Albums de Anna Karina
Anna
Une histoire d'amour est un album de Anna Karina composé par Philippe Katerine.

## Liste des morceaux
| No  | Titre                                                          | Durée |
| --- | -------------------------------------------------------------- | ----- |
| 1.  | Amoureuse                                                      |       |
| 2.  | Aimons l'amour                                                 |       |
| 3.  | La douceur de vivre                                            |       |
| 4.  | Au pied du moulin                                              |       |
| 5.  | Maman                                                          |       |
| 6.  | Les histoires d'amour                                          |       |
| 7.  | Ca ne fait rire que moi                                        |       |
| 8.  | Petite Lola                                                    |       |
| 9.  | Copenhague                                                     |       |
| 10. | Anne Karine                                                    |       |
| 11. | Vivre sans la mer                                              |       |
| 12. | Mes yeux pour pleurer                                          |       |
| 13. | Jamais je ne t'ai dit que je t'aimerais toujours, oh mon amour |       |
| 14. | Qu'est ce que je peux faire                                    |       |